# Karatmanovo
Karatmanovo (makedonska: Каратманово) är en ort i Nordmakedonien. Den ligger i kommunen Lozovo, i den centrala delen av landet, 40 kilometer sydost om huvudstaden Skopje. Karatmanovo ligger 307 meter över havet och antalet invånare är 574.